# تیمولین
تیمولین (به انگلیسی: Thymulin) با فرمول شیمیایی C۳۳H۵۴N۱۲O۱۵ یک ترکیب شیمیایی با شناسه پاب‌کم ۳۰۸۵۲۸۴ است. که جرم مولی آن ۸۵۸٫۸۵ g/mol می‌باشد. 